# Quentin Mouron
Quentin Mouron, né le 29 juillet 1989 à Lausanne, est un écrivain, poète, essayiste et chroniqueur canado-suisse de langue française.

## Biographie

### Origines et famille
Quentin Mouron naît en 1989 à Lausanne, dans le canton de Vaud, en Suisse.
Il est le fils unique de Didier Mouron, artiste peintre et d'Isabelle Mouron-Ulrich, enseignante[réf. nécessaire]. Il passe son enfance au Canada, dans le ranch de ses parents[réf. nécessaire]. 

### Formation
Il suit l'enseignement public du Québec jusqu'à l'âge de 12 ans et termine son école obligatoire à l'école primaire d'Oron-la-Ville[réf. nécessaire]. Il obtient ensuite un baccalauréat en philosophie et psychologie au Gymnase de la Cité de Lausanne, puis un master en littérature à l'Université de Lausanne[réf. nécessaire].

### Parcours professionnel et littéraire
En 2011, il publie son premier roman Au point d’effusion des égouts, préfacé par l'écrivain Pierre Yves Lador. 
Son deuxième roman, Notre-Dame-de-la-Merci paraît en 2012. Depuis, Quentin Mouron a publié plusieurs romans, des recueils de poèmes et des essais. 
Parallèlement à ses activités d’écrivain, Quentin Mouron est également chroniqueur de presse pour Le Matin Dimanche, La Radio télévision suisse et le Blick francophone.

## Œuvres
- Au point d’effusion des égouts, La Chaux-de-Fonds, Suisse, Olivier Morattel Éditeur, 2011, 144 p., préfacé par Pierre Yves Lador  (ISBN 978-2-9700701-5-3)[2]
- Notre-Dame-de-la-Merci, La Chaux-de-Fonds, Suisse, Olivier Morattel Éditeur, 2012, 120 p.  (ISBN 978-2-9700701-7-7)[3],[4]
- La Combustion humaine, La Chaux-de-Fonds, Suisse, Olivier Morattel Éditeur, 2013, 113 p.  (ISBN 978-2-9700825-5-2)
- Trois gouttes de sang et un nuage de coke, Paris, France, La Grande Ourse Édition, 2015, 224 p.  (ISBN 9791091416368)[5]
- L'Âge de l'héroïne, Paris, France, La Grande Ourse Édition, 2016, 134 p.  (ISBN 9791091416467)[6],[7]
- Vesoul, le 7 janvier 2015, Dole, France, Olivier Morattel Éditeur, 2019, 120 p.  (ISBN 978-2-9562349-2-0)[8],[9]
- Jean Lorrain ou l’impossible fuite hors du monde, Dole, France, Olivier Morattel Éditeur, 2020, 224 p.  (ISBN 978-2-9562349-3-7)
- Pourquoi je suis communiste, Dole, France, Olivier Morattel Éditeur, 2022, 168 p.  (ISBN 2956234951)
- La Haine des oiseaux, Dole, France, Olivier Morattel Éditeur, 2022, 74 p.  (ISBN 9782956234975) (recueil de poèmes)
- La dernière chambre du Grand Hôtel Abîme, Éditions Favre, 2024, 176 p.  (ISBN 9782828921729)[10],[11]

## Prix
- 2012 : Prix Alpes-Jura décerné par l'Association des écrivains de langue française pour Au point d'effusion des égouts.